# Leptipsius imberbis
Leptipsius imberbis is een keversoort uit de familie kerkhofkevers (Monotomidae). De wetenschappelijke naam van de soort werd in 2003 gepubliceerd door Bousquet.